# StreetComplete
StreetComplete è un editor di OpenStreetMap facile da usare che può essere utilizzato da tutti, anche da chi non ha una conoscenza pregressa di OpenStreetMap. L'applicazione chiede agli utenti di rispondere a semplici domande come ad esempio: «Quali sono gli orari di apertura qui?» o «È ancora qui?» su luoghi e oggetti nei paraggi. Rispondere a queste domande aiuta a mantenere il database libero di OpenStreetMap completo e aggiornato.

## Funzionalità
StreetComplete contrassegna in una mappa luoghi e cose i cui dati in OpenStreetMap risultano mancanti o non più aggiornati. Gli utenti possono completare i dati mancanti rispondendo a semplici domande (chiamate missioni). Le missioni sono progettate in modo tale che vi si possa rispondere direttamente sul luogo in modo rapido e semplice e non siano richieste competenze particolari o conoscenze pregresse. Le domande coprono un'ampia gamma di argomenti. L'applicazione offre la possibilità di chiedere aiuto ad altri collaboratori di OpenStreetMap nel caso in cui non si conosca la risposta ad una domanda.
StreetComplete si focalizza sull'aggiunta di ulteriori dettagli ad oggetti già esistenti. Di conseguenza, gli utenti possono modificare solo un sottoinsieme dei dati archiviati nel database OpenStreetMap. Ad esempio, non è possibile modificare la geometria degli edifici o delle strade. Per tali modifiche, gli utenti devono utilizzare altri tipi di programmi, come l'editor iD.

## Gamification
Una caratteristica unica dell'applicazione rispetto ad altri editor di OpenStreetMap è l'uso della gamification per rendere la risoluzione delle missioni divertente e competitiva. Gli utenti raccolgono dei punti per ogni missione completata, migliorando così la loro posizione in classifica sia nazionale che globale.

## Utilizzo
Nella classifica degli editor di OpenStreetMap, StreetComplete occupa il secondo posto per numero di utenti e il quarto posto per numero di modifiche. Ciò la rende l'applicazione per smartphone con il punteggio più alto in entrambe le categorie.

## Sviluppo
StreetComplete è distribuito con licenza libera GNU General Public License 3.0 e viene sviluppato continuamente come progetto open source. L'app per Android è stata pubblicata nel 2017, mentre una versione per iOS è in sviluppo.

## Galleria d'immagini

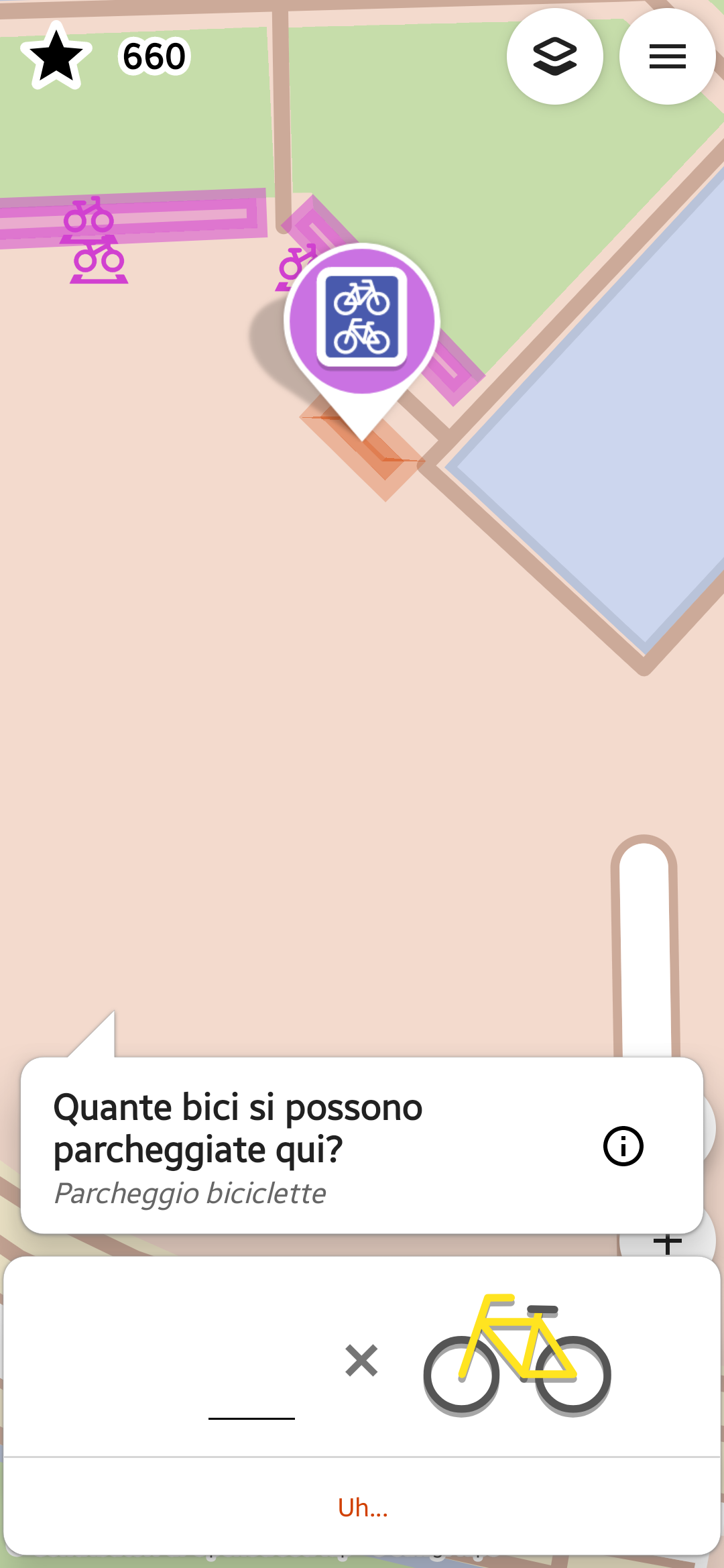
Missione sul numero di biciclette che si possono parcheggiare.
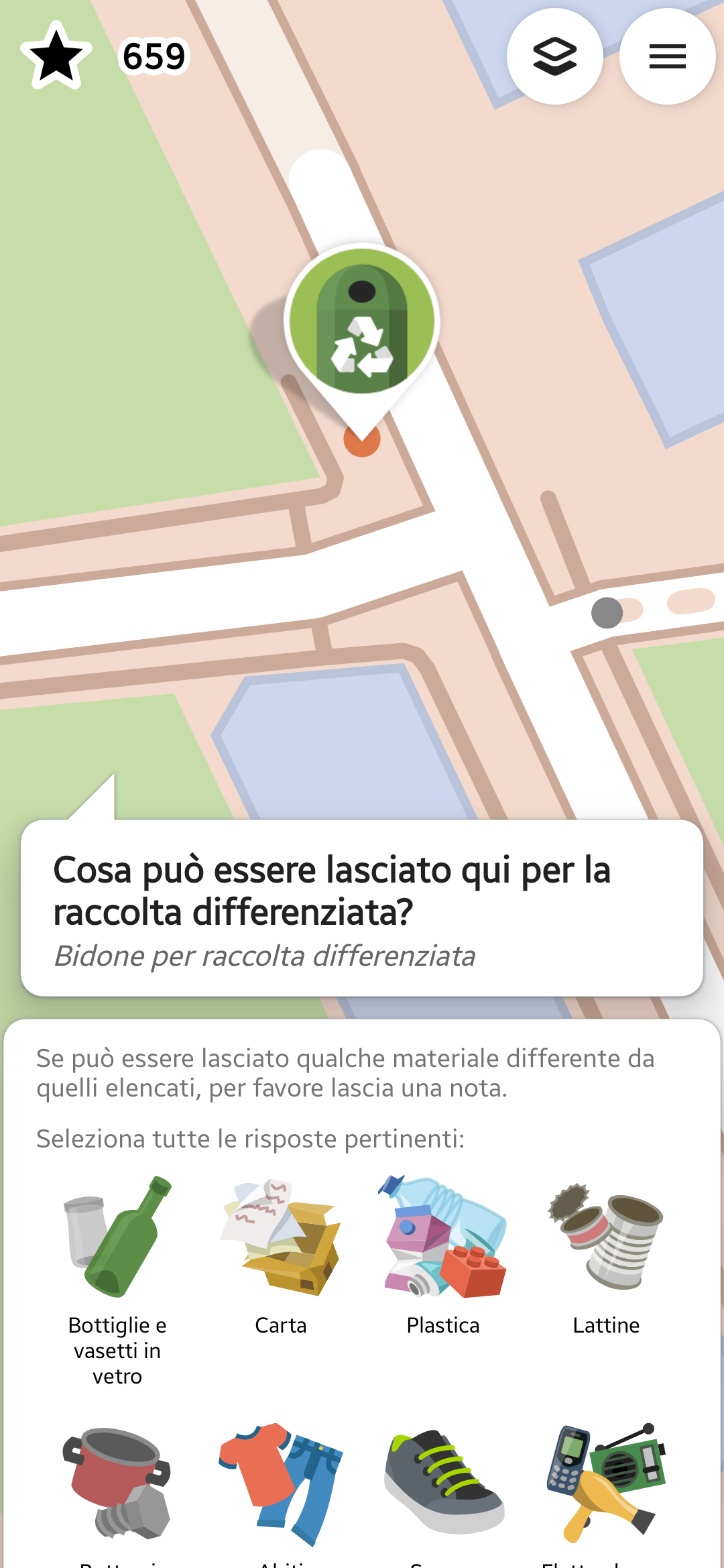
Missione su cosa può essere lasciato per la raccolta differenziata.
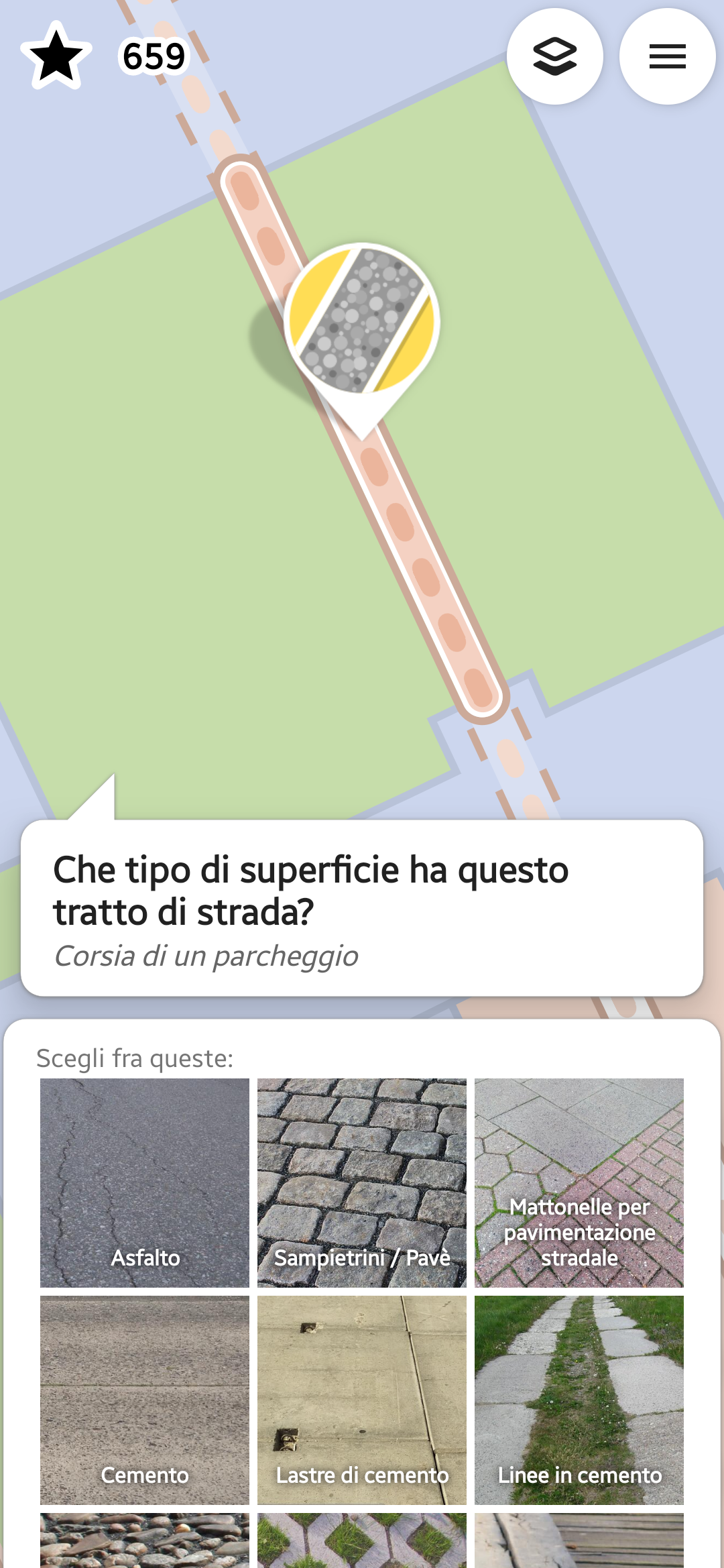
Missione sul tipo di superficie di un tratto di strada.